# Helcogramma rhinoceros
Helcogramma rhinoceros är en fiskart som beskrevs av Hansen, 1986. Helcogramma rhinoceros ingår i släktet Helcogramma och familjen Tripterygiidae. Inga underarter finns listade i Catalogue of Life.